# Letiště České Budějovice
Letiště České Budějovice (ICAO: LKCS; IATA: JCL; dříve též letiště Planá) je veřejné vnitrostátní a neveřejné mezinárodní letiště v okrese České Budějovice. Nachází se 6,5 km jihozápadně od centra Českých Budějovic, na území obcí Planá a Homole. Provozuje jej společnost Jihočeské letiště České Budějovice, kterou vlastní Jihočeský kraj. 

## Vybavení a provoz
Vzletová a přistávací dráha je orientována východo-západním směrem. Její povrch je betonový, dlouhá je 2500 metrů a široká 45 metrů.
V roce 2021 bylo letiště nejvíce využíváno pro sportovní létání a pro obchodní lety, pravidelnými klienty letiště jsou společnosti, které mají své obchodní zájmy na jihu Čech. V roce 2023 byl v souvislosti s dokončením modernizace letiště zahájen provoz mezinárodních charterových letů pro cestovní kanceláře. Po modernizaci je vybaveno pro lety VFR (podle vidu) i IFR (podle přístrojů) a umožňuje provoz ve dne i v noci.

## Historie
Roku 1932 byla na území obce Planá zahájena výstavba letiště pro potřeby Aeroklubu České Budějovice a československého vojenského letectva; slavnostní uvedení do provozu se uskutečnilo 27. června 1937. Za nacistické okupace letiště sloužilo jako záložní a výcviková základna německé Luftwaffe. Bylo zde cca 2500 příslušníků leteckého a pozemního personálu, protiletadlová ochrana a bojové letouny, které byly naposled nasazeny 14. dubna 1945 severně od Vídně. Kromě toho byly v areálu letiště montovány letouny Fieseler Fi 156 Storch a Focke-Wulf Fw 190 A-8 Po osvobození se letiště opět ujala československá armáda. Od 22. září 1945 zde byla dislokována 312. československá stíhací peruť RAF, která se dne 28. října 1945 stala základem nově vytvořené 2. letecké divize. Mimo jiné zde v roce 1948 probíhalo školení vojenských pilotů pro nově vzniklý Stát Izrael; mezi nimi byl i Ezer Weizman prezident Izraele v letech 1993 až 2000. V letech 1950 až 1952 bylo letiště celkově modernizováno. Poté už na letišti nemohl působit Aeroklub České Budějovice, a proto se přesunul na letiště Hosín. V období od roku 1952 do 31. prosince 1994 působil na českobudějovickém letišti 1. stíhací letecký pluk „Zvolenský“. Dne 21. srpna 1968 československá armáda znemožňovala sovětským letadlům přistávání na ranveji; letiště pak bylo sovětskou armádou obsazeno pomocí tanků. Od poloviny 90. let 20. století začala být přítomnost vojenského letectva utlumována, ukončena byla na sklonku roku 2005.
Status veřejného vnitrostátního letiště získalo letiště České Budějovice v prosinci 2005, o rok později, v prosinci 2006, získalo status neveřejného mezinárodního letiště. V roce 2007 bylo letiště rozhodnutím vlády bezúplatně převedeno na Jihočeský kraj.

### Modernizace ve 21. století

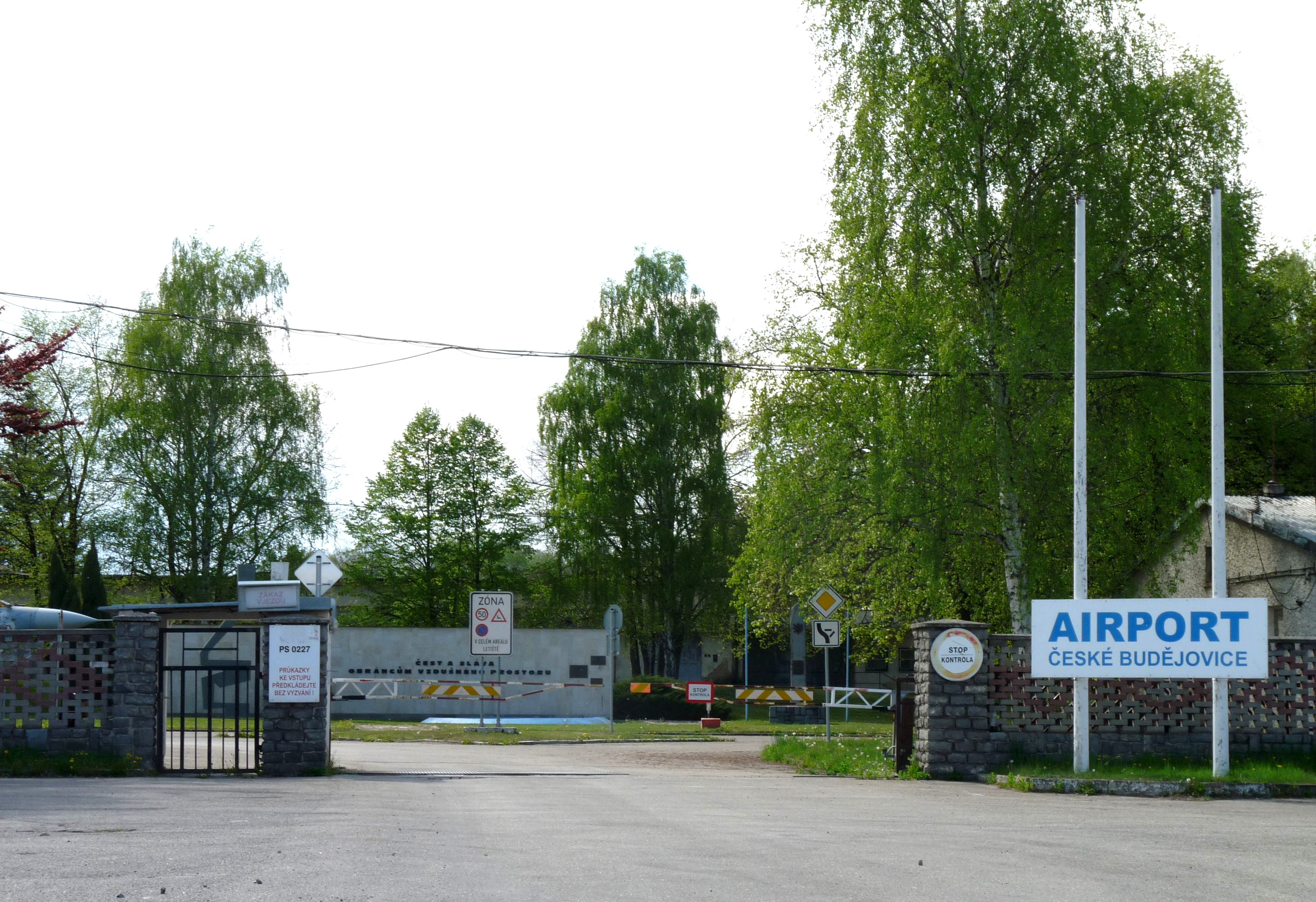
Vjezd na letiště

První etapa modernizace letiště započala v prosinci 2008 a ukončena byla v červnu 2015. Zahrnovala opravu řídicí věže, administrativní budovy a sítě. Také obsahovala opravu vzletové a přistávací dráhy. Dále byly vybudovány vnitroareálové komunikace, inženýrské sítě a bezpečnostní centrum.
Modernizace Letiště České Budějovice pokračovala druhou etapou, tj. výstavbou terminálu, rozšířením stojánky letadel, dalších přístupových komunikací a parkovišť pro cestující, osazením veřejného osvětlení. Pro mezinárodní provoz bylo nezbytnou investicí pořízení navigačních zařízení a světelného vybavení. 
Dne 13. března 2017 oznámil hejtman Jiří Zimola za investora (Jihočeský kraj), že modernizaci Letiště České Budějovice dokončí sdružení společností Geosan Group a Habau CZ za 418 milionů Kč bez DPH. Na začátku května roku 2017 Úřad pro ochranu hospodářské soutěže pozastavil výběrové řízení Jihočeského kraje na modernizaci letiště v Českých Budějovicích. Předseda úřadu měl pochybnosti o zákonném postupu kraje. Tendr nakonec vyhrála společnost Hochtief. Výstavba terminálu začala v prosinci 2017. Zkušební provoz byl zahájen v červnu 2019, se zahájením plného provozu se počítalo koncem roku 2020, k čemuž ale nedošlo.
V roce 2020 prodalo město České Budějovice svůj podíl ve společnosti Jihočeské letiště České Budějovice, takže od té doby je jejím jediným vlastníkem Jihočeský kraj.
Provoz charterových letů byl slavnostně zahájen 2. srpna 2023. Na letišti přistál Boeing 737 MAX společnosti Smartwings po letu z Pardubic, který dále pokračoval s rekreanty do turecké Antalye. Cestovní kancelář Čedok v letní sezóně 2023 provozovala charterové lety do 3 destinací (kromě Antalye ještě na Rhodos a Krétu), v roce 2024 kvůli velkému zájmu cestujících plánovala přidat ještě další dvě.
Během podzimu 2024 došlo k rozšíření odletové haly o 2 další odbavovací přepážky. Též byl vybudován druhý nezávislý dopravníkový pásový systém s rentgenem zapsaných zavazadel. Díky tomu je nově možné odbavit 2 velká dopravní letadla naráz.
Během oslav osmdesátin Miloše Zemana v září 2024 přilétly na letiště vládní speciály. Například Boeing 737 polské vlády či Embraer 135BJ srbského prezidenta.

## Počet odbavených cestujících, letecké společnosti
| Rok  | Počet odbavených cestujících | Změna   | Průměrná obsazenost letadel | Letecké společnosti                                            | Destinace                                                                     |
| ---- | ---------------------------- | ------- | --------------------------- | -------------------------------------------------------------- | ----------------------------------------------------------------------------- |
| 2023 | ~10 000                      | —       | 99 %                        | Smartwings                                                     | Antalya, Heráklion, Rhodos                                                    |
| 2024 | ~55 000                      | ▲ 550 % | 97 %                        | Smartwings, Corendon Airlines, Freebird Airlines, Fly Lili     | Antalya, Burgas, Heráklion, Rhodos                                            |
| 2025 |                              |         |                             | Smartwings, Corendon Airlines, Nesma Airlines, Sundair, BH Air | Antalya, Burgas, Heráklion, Rhodos, Hurghada, Monastir                        |
| 2026 |                              |         |                             | Smartwings                                                     | Antalya, Burgas, Heráklion, Rhodos, Monastir, Mallorca, Marsa Matrouh, Tirana |

## Doprava na letiště
Letiště leží přímo u silnice I/3 (E55) a zhruba 5,5 kilometru od dálnice D3. Na letiště vede 4,2 km dlouhá železniční vlečka z Boršova nad Vltavou (trať z Českých Budějovic do Černého Kříže), která se ovšem pro přepravu cestujících nevyužívá.
Nachází se zde dvě odstavné parkovací plochy. Velká odstavná plocha (parkoviště 1) se vyskytuje hned po levé straně u vjezdu do areálu letiště (kapacita 700 míst). Menší parkoviště (parkoviště 2) se nachází za administrativní budovou ředitelství společnosti a je v docházkové vzdálenosti od terminálu (kapacita 180 míst). Během příletů a odletů provozuje Dopravní podnik města České Budějovice zdarma shuttle bus z parkoviště 1 k terminálu.
Celoročně jezdí k letišti autobusová linka č. 19 českobudějovické MHD (zastávka Planá, Letiště – 1,5 km od terminálu). Během letní sezóny Dopravní podnik města České Budějovice zajišťuje provoz autobusové linky MHD č. 40 (Nádraží – Metropol – Letiště České Budějovice-Terminál).

## Destinace
Na českobudějovické letiště létají následující sezónní charterové linky (aktualizováno 20. srpna 2025):
| Letecká společnost | Destinace | Destinace                                    | Cestovní kancelář          | Den v týdnu | Číslo letu z JCL | Číslo letu na JCL | Pravidelný odlet (SEČ) |
| ------------------ | --------- | -------------------------------------------- | -------------------------- | ----------- | ---------------- | ----------------- | ---------------------- |
| Corendon Airlines  | Turecko   | Antalya (od 24. 5. 2025 do 27. 9. 2025)      | Čedok                      | sobota      | XC606            | XC605             | 16:40                  |
| Corendon Airlines  | Řecko     | Heráklion (od 30. 5. 2025 do 19. 9. 2025)    | Fischer, Exim Tours        | pátek       | XR334            | XR333             | 17:15                  |
| Corendon Airlines  | Řecko     | Heráklion (od 1. 6. 2025 do 28. 9. 2025)     | Čedok                      | neděle      | XR555            | XR666             | 19:35                  |
| Corendon Airlines  | Turecko   | Antalya (od 4. 6. 2025 do 24. 9. 2025)       | Čedok                      | středa      | XC368            | XC367             | 17:20                  |
| Smartwings         | Turecko   | Antalya (od 5. 6. 2025 do 18. 9. 2024)       | Fischer, Exim Tours        | čtvrtek     | QS2612           | QS2613            | 23:00                  |
| Smartwings         | Turecko   | Antalya (od 23. 6. 2025 do 15. 9. 2024)      | Fischer, Exim Tours        | pondělí     | QS2582           | QS2583            | 22:40                  |
| Smartwings         | Řecko     | Rhodos (od 30. 5. 2025 do 26. 9. 2025)       | Fischer, Exim Tours, Čedok | pátek       | QS2262/TVS2262   | QS2263/TVS2263    | 22:45                  |
| Smartwings         | Tunisko   | Monastir (od 3. 6. 2025 do 16. 9. 2025       | Fischer, Exim Tours        | úterý       | QS2788           | QS2789            | 22:55                  |
| Smartwings         | Řecko     | Rhodos (od 2. 6. 2025 do 29. 9. 2025)        | Čedok                      | pondělí     | TVS2360          | TVS2361           | 22:45                  |
| Smartwings         | Řecko     | Rhodos (od 29. 5. 2026 do 25. 9. 2026)       | Fischer, Exim Tours        | pátek       | QS2262           | QS2263            | ? {2026}               |
| Smartwings         | Tunisko   | Monastir (od 2. 6. 2026 do 15. 9. 2026)      | Fischer, Exim Tours        | úterý       | QS2788           | QS2789            | ? {2026}               |
| Smartwings         | Španělsko | Mallorca (od 3. 6. 2026 do 23. 9. 2026)      | Fischer, Exim Tours        | středa      | QS2078           | QS2079            | ? {2026}               |
| Nesma Airlines     | Egypt     | Hurghada (od 21. 6. 2025 do 25. 10. 2025)    | Fischer, Exim Tours        | sobota      | NE6129           | NE6128            | 9:05                   |
| Sundair            | Bulharsko | Burgas (od 1. 7. 2025 do 12. 8. 2025)        | Čedok                      | úterý       | SD1429           | SD1428            | 18:05                  |
| BH Air             | Bulharsko | Burgas (od 18. 6. 2025 do 27. 8. 2025)       | Fischer, Exim Tours        | středa      | 8H5022           | 8H5021            | 16:00                  |
| ? {2026}           | Albánie   | Tirana (od 3. 8. 2026 do 28. 9. 2026)        | Čedok                      | pondělí     | ?                | ?                 | ?                      |
| ? {2026}           | Bulharsko | Burgas (od 2. 6. 2026 do 15. 9. 2026)        | Čedok                      | úterý       | ?                | ?                 | ?                      |
| ? {2026}           | Egypt     | Marsa Matrouh (od 16. 5. 2026 do 1. 8. 2026) | Čedok                      | sobota      | ?                | ?                 | ?                      |
| ? {2026}           | Řecko     | Rhodos (od 1. 6. 2025 do 21. 9. 2025)        | Čedok                      | pondělí     | ?                | ?                 | ?                      |
| ? {2026}           | Řecko     | Heráklion (od 24. 5. 2026 do 27. 9. 2026)    | Čedok                      | neděle      | ?                | ?                 | ?                      |
| ? {2026}           | Turecko   | Antalya (od 23. 5. 2026 do 26. 9. 2026)      | Čedok                      | sobota      | ?                | ?                 | ?                      |
| ? {2026}           | Turecko   | Antalya (od 10. 6. 2026 do 23. 9. 2026)      | Čedok                      | středa      | ?                | ?                 | ?                      |
| ? {2026}           | Španělsko | Mallorca (od 31. 5. 2026 do 27. 9. 2026)     | Čedok                      | neděle      | ?                | ?                 | ?                      |

## Galerie

Letecký pohled na letiště České Budějovice
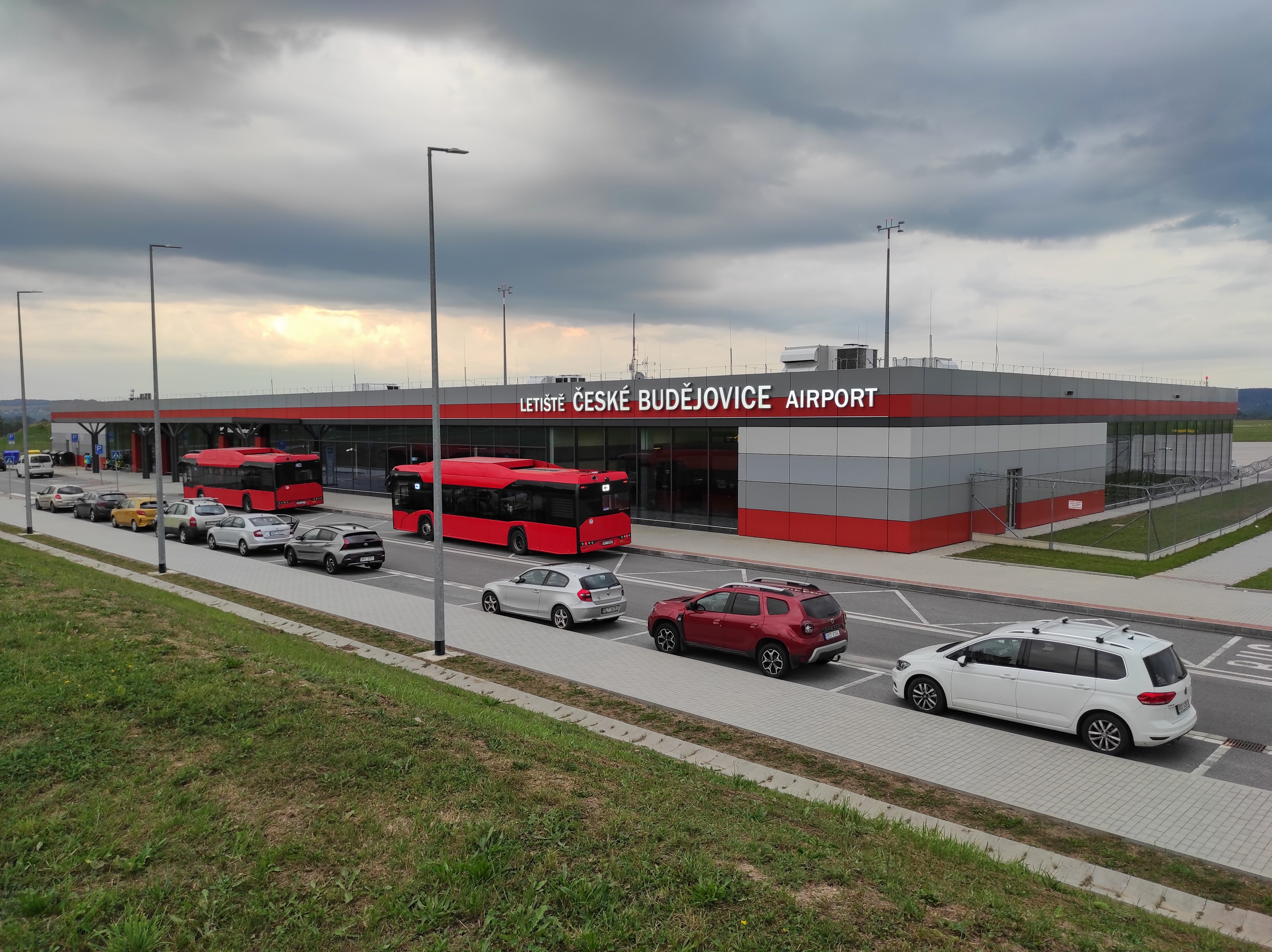
Terminál letiště
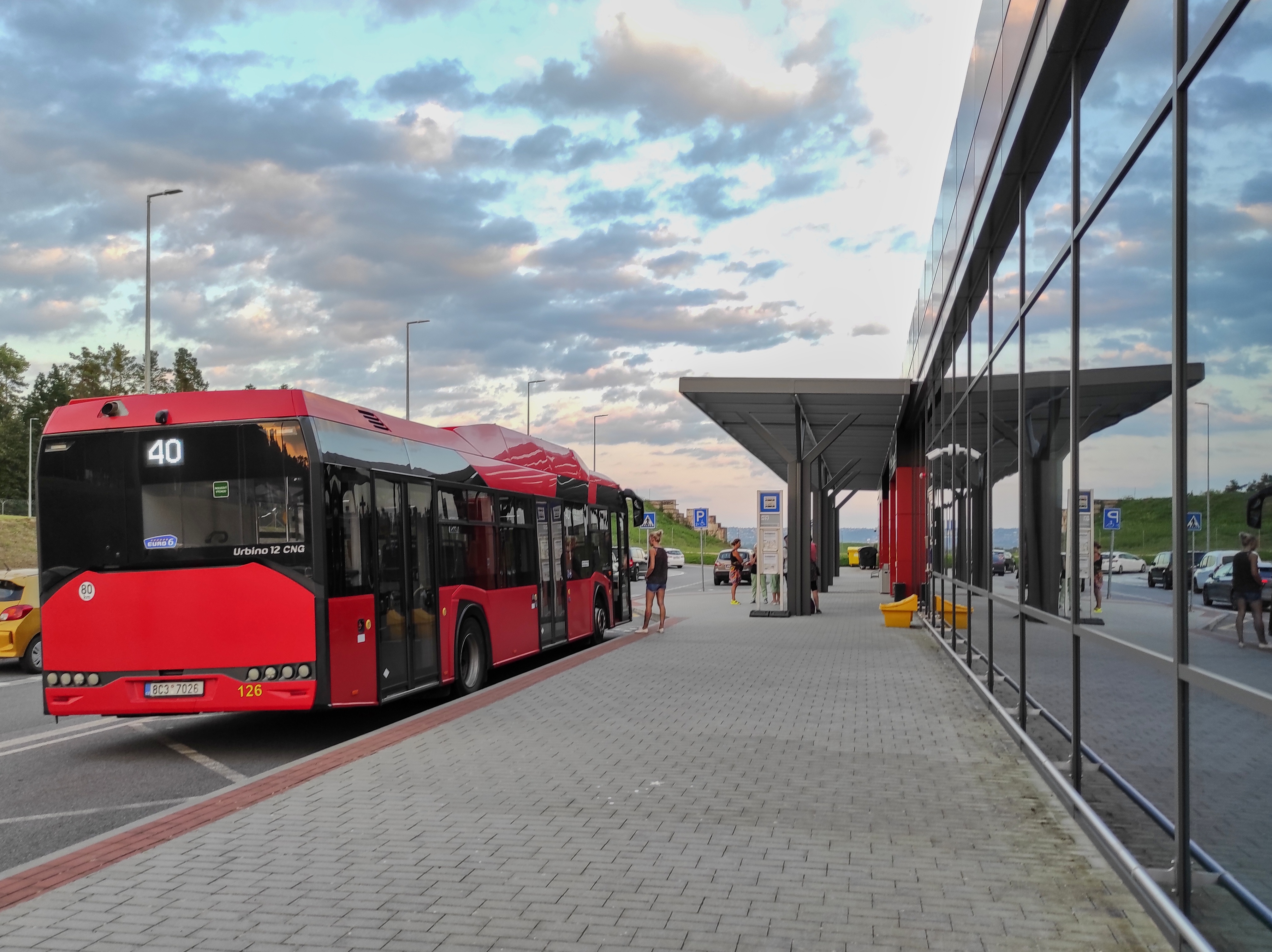
Autobusy MHD před terminálem
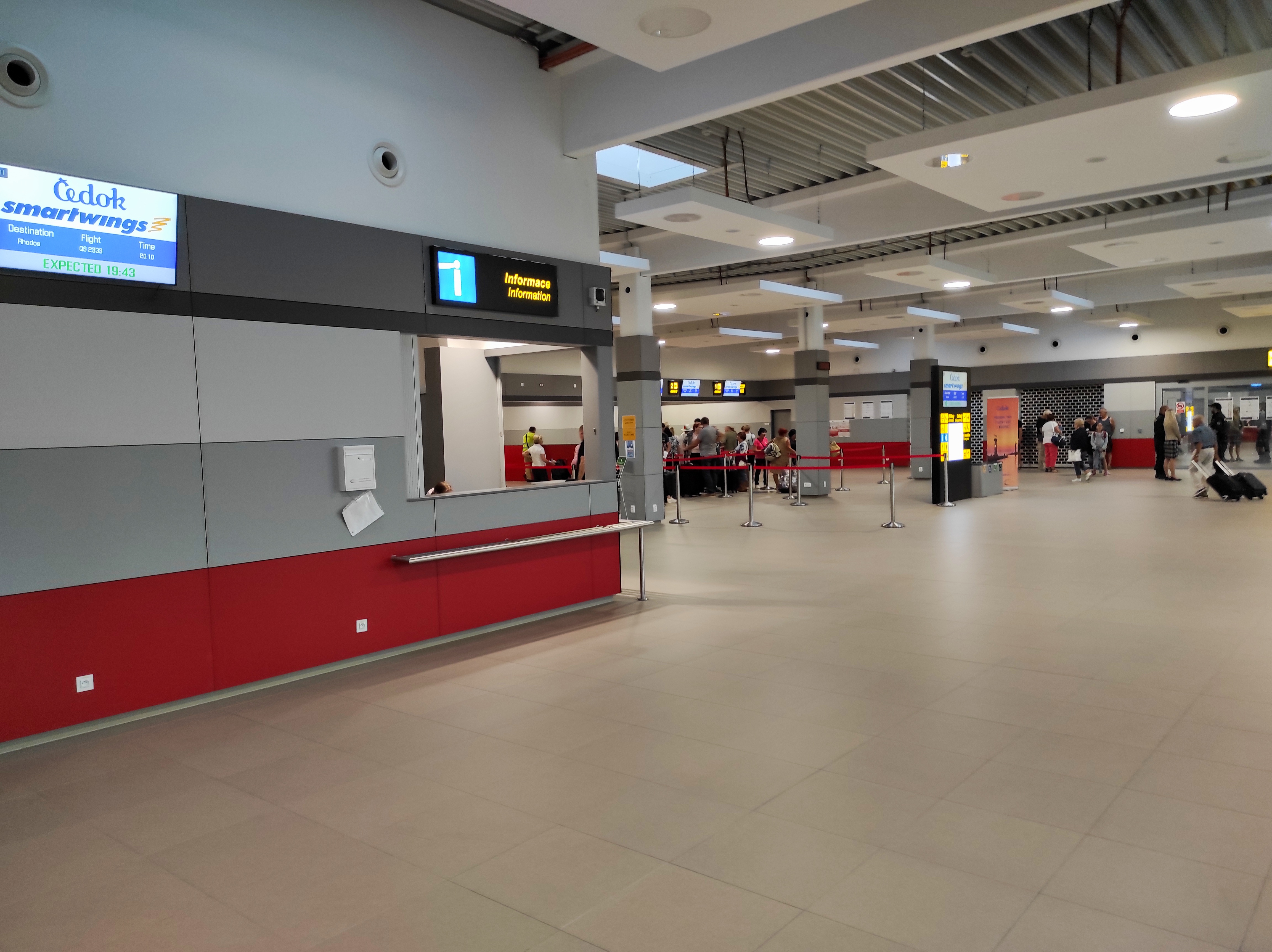
Interiér vstupního terminálu
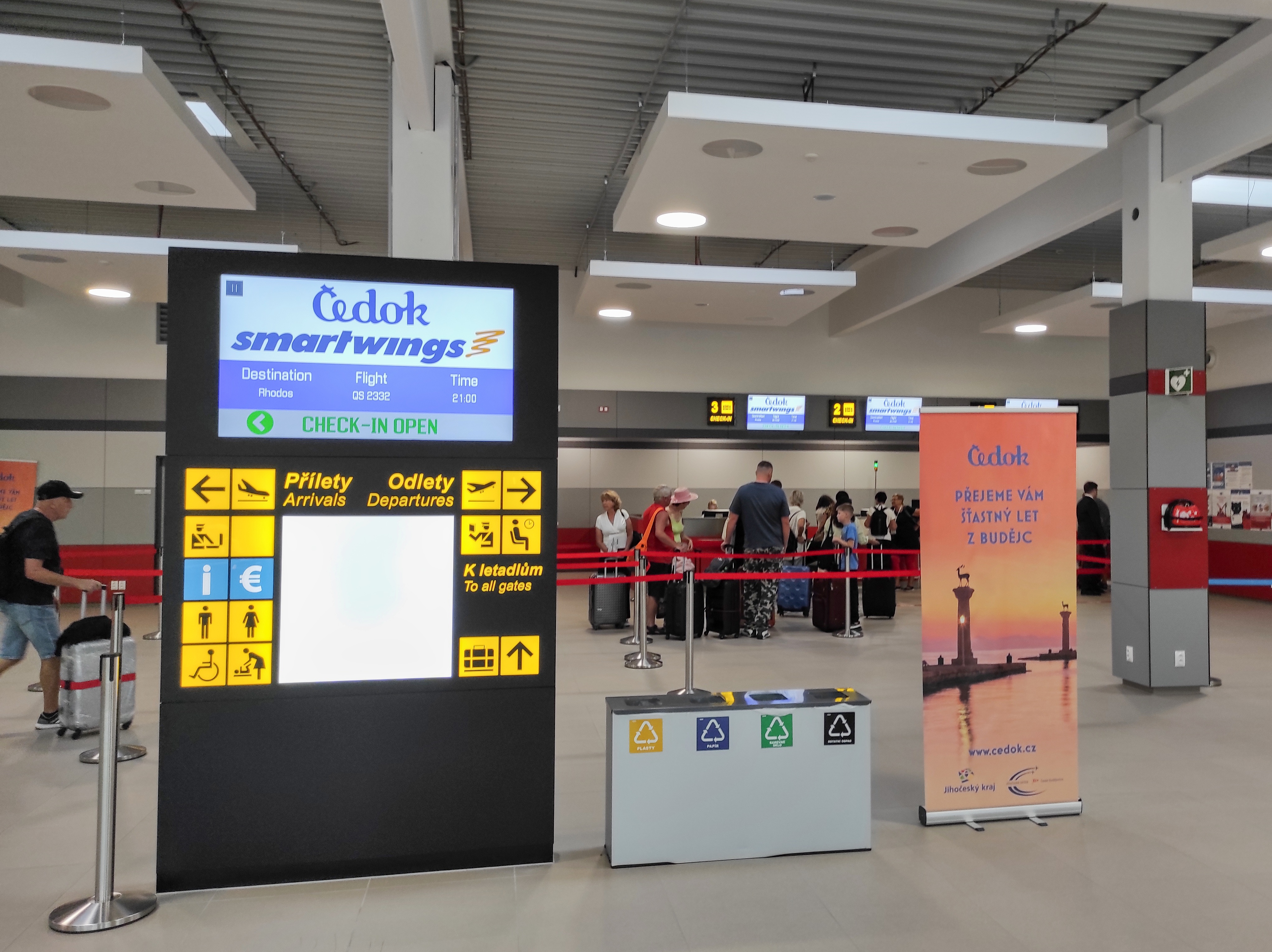
Odbavovací hala
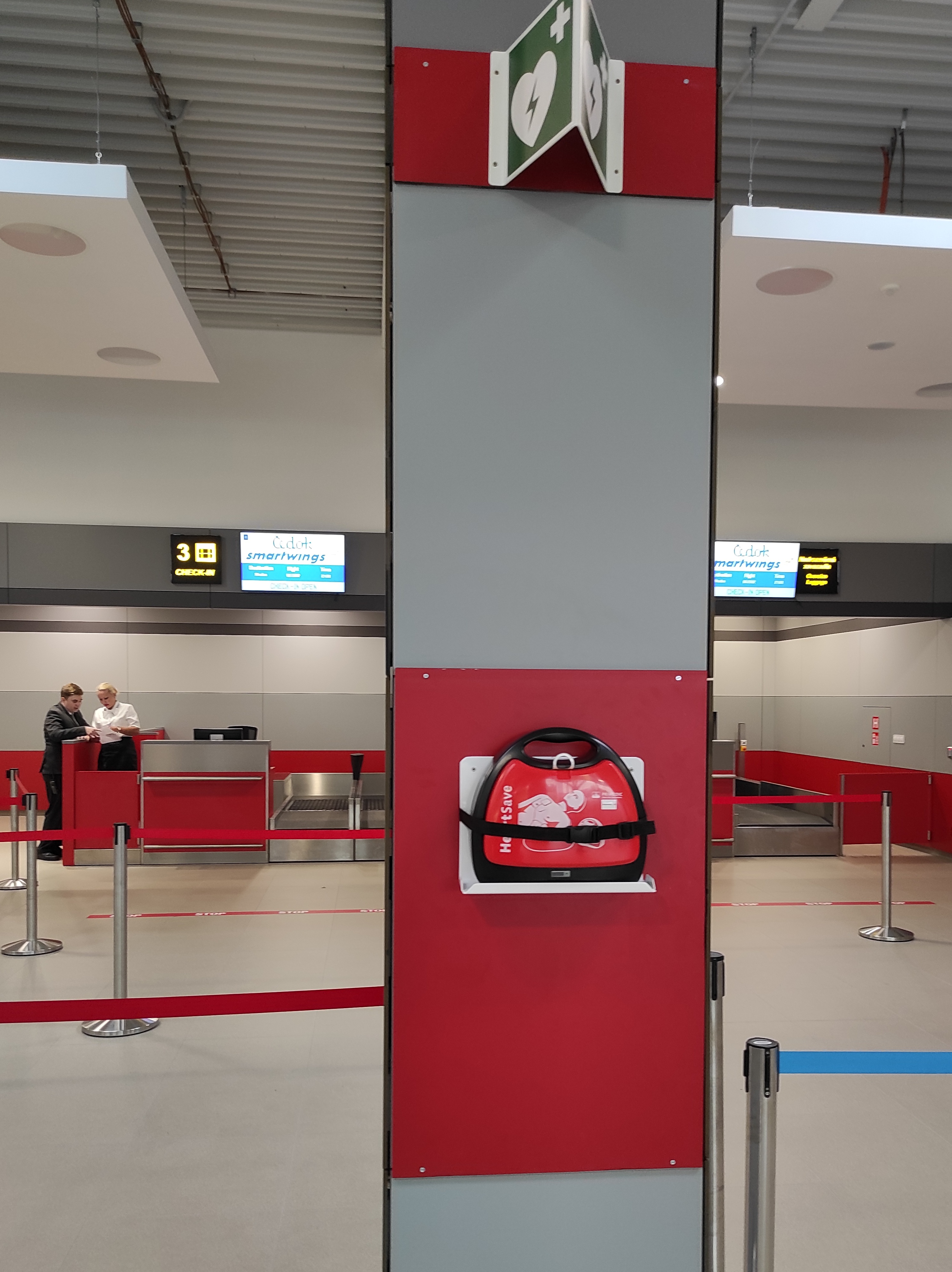
Defibrilátor ve vstupní hale
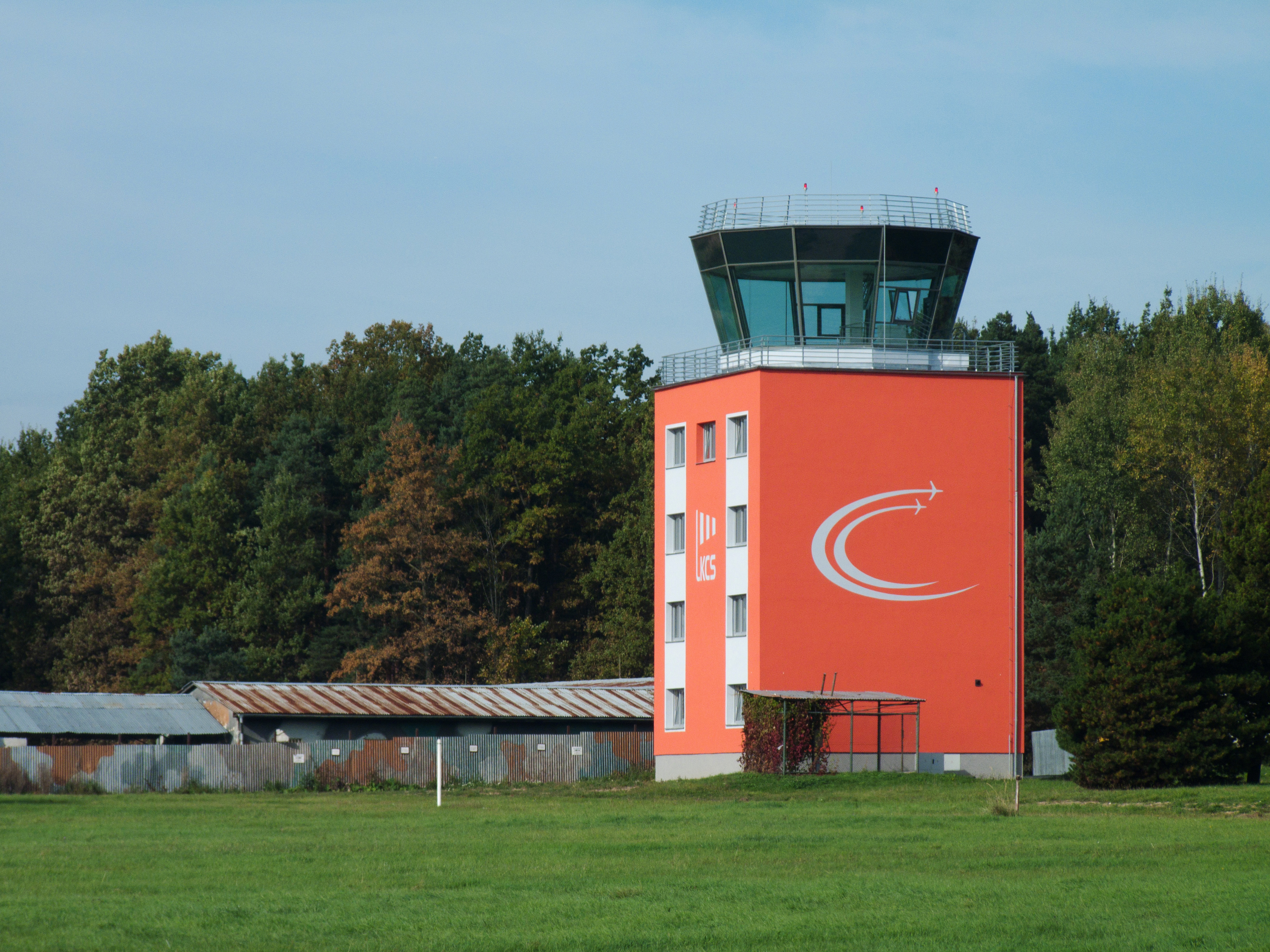
Řídicí věž
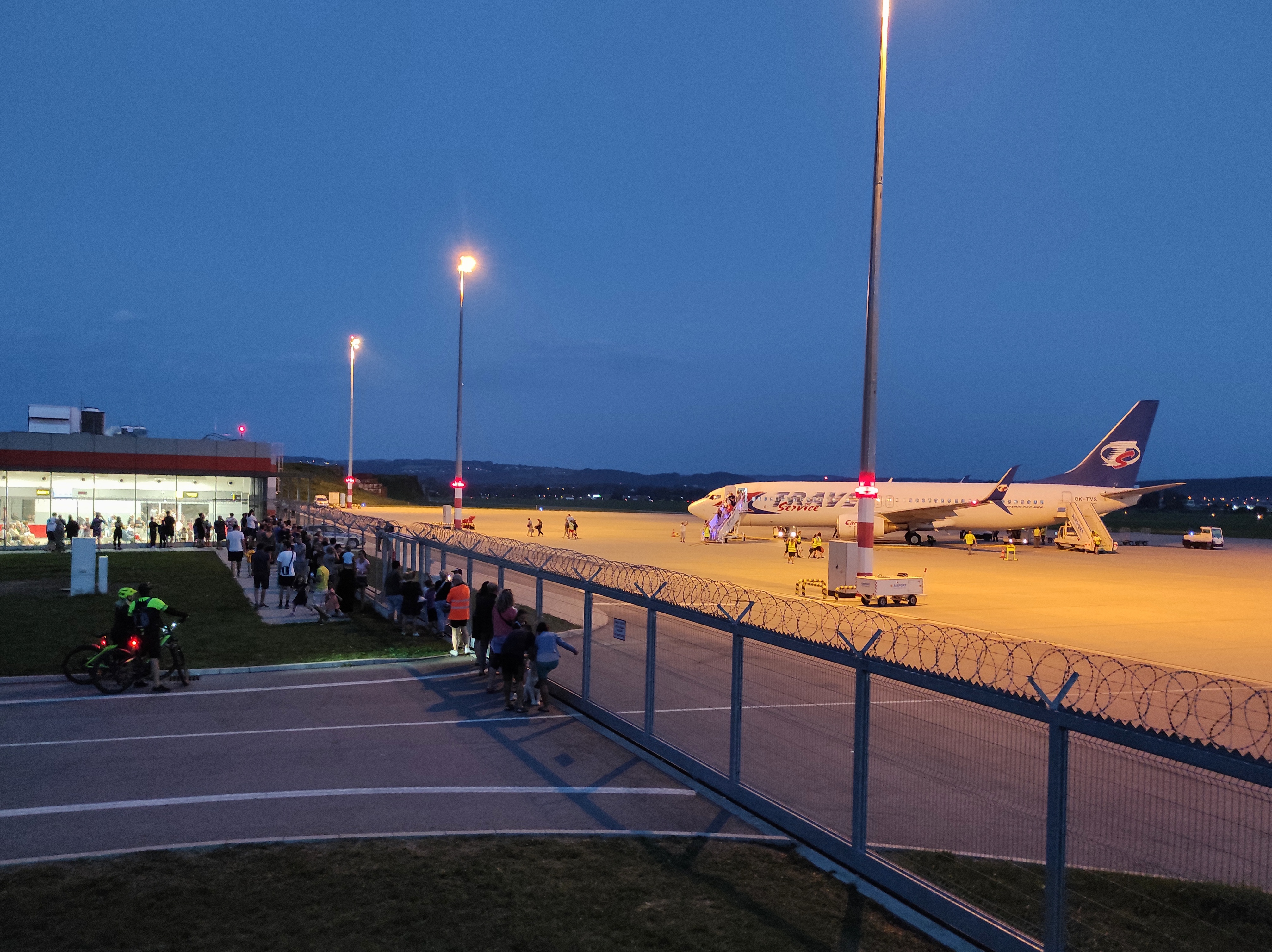
Boeing 737-800 po přistání
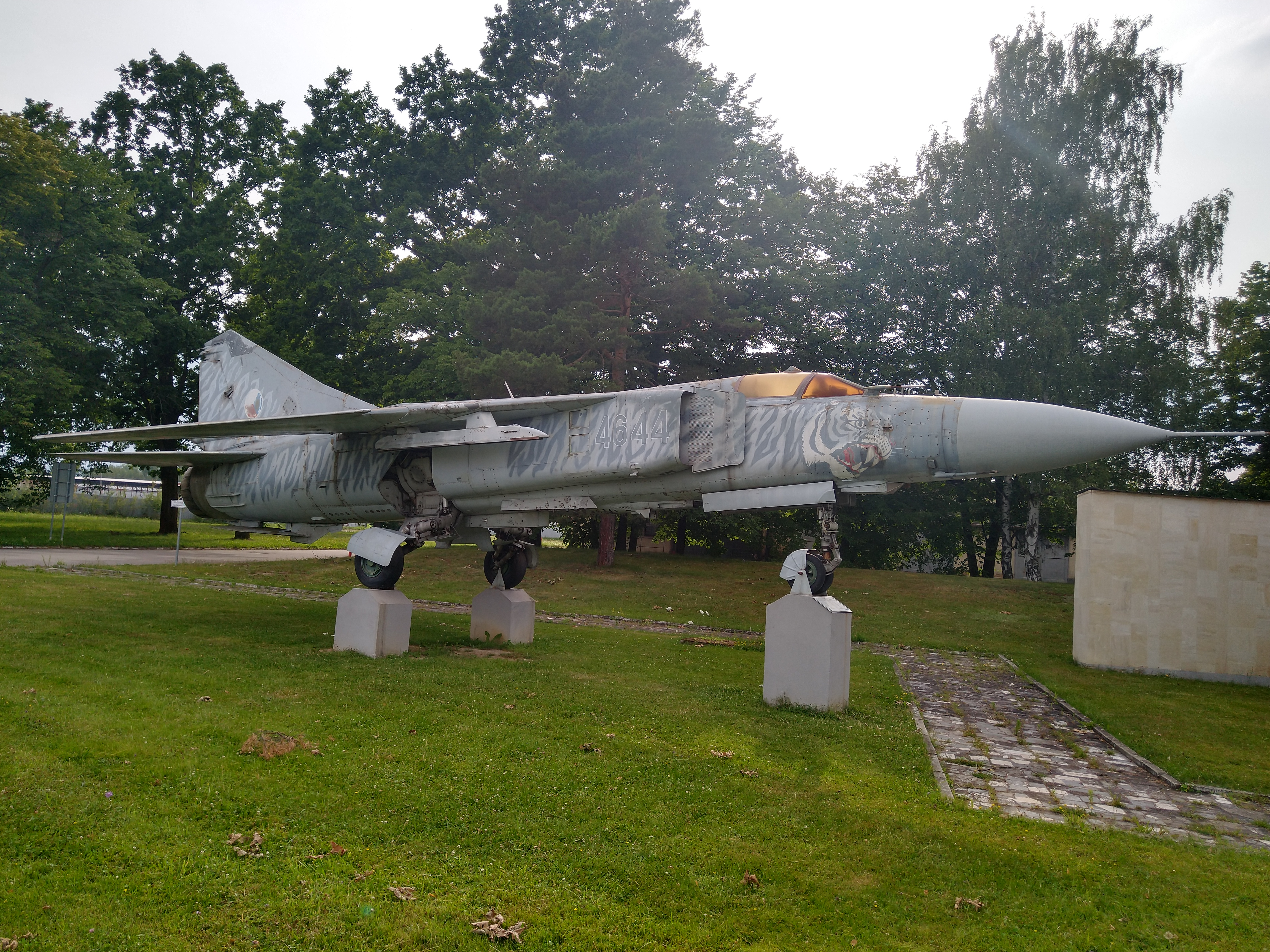
MiG-23, který do roku 2023 sloužil jako pomník před letištěm
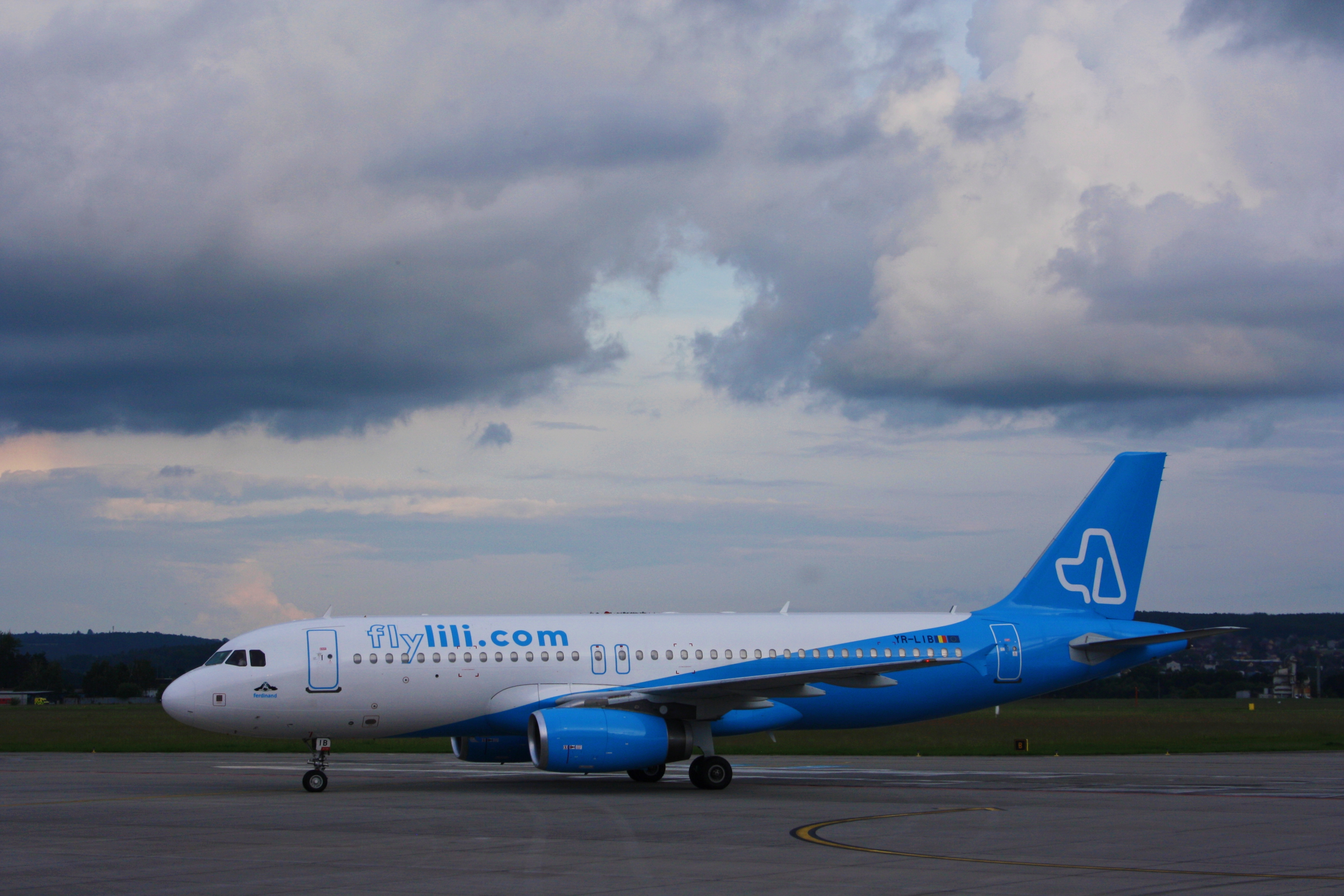
První komerční přistání Airbusu A320 (2024)
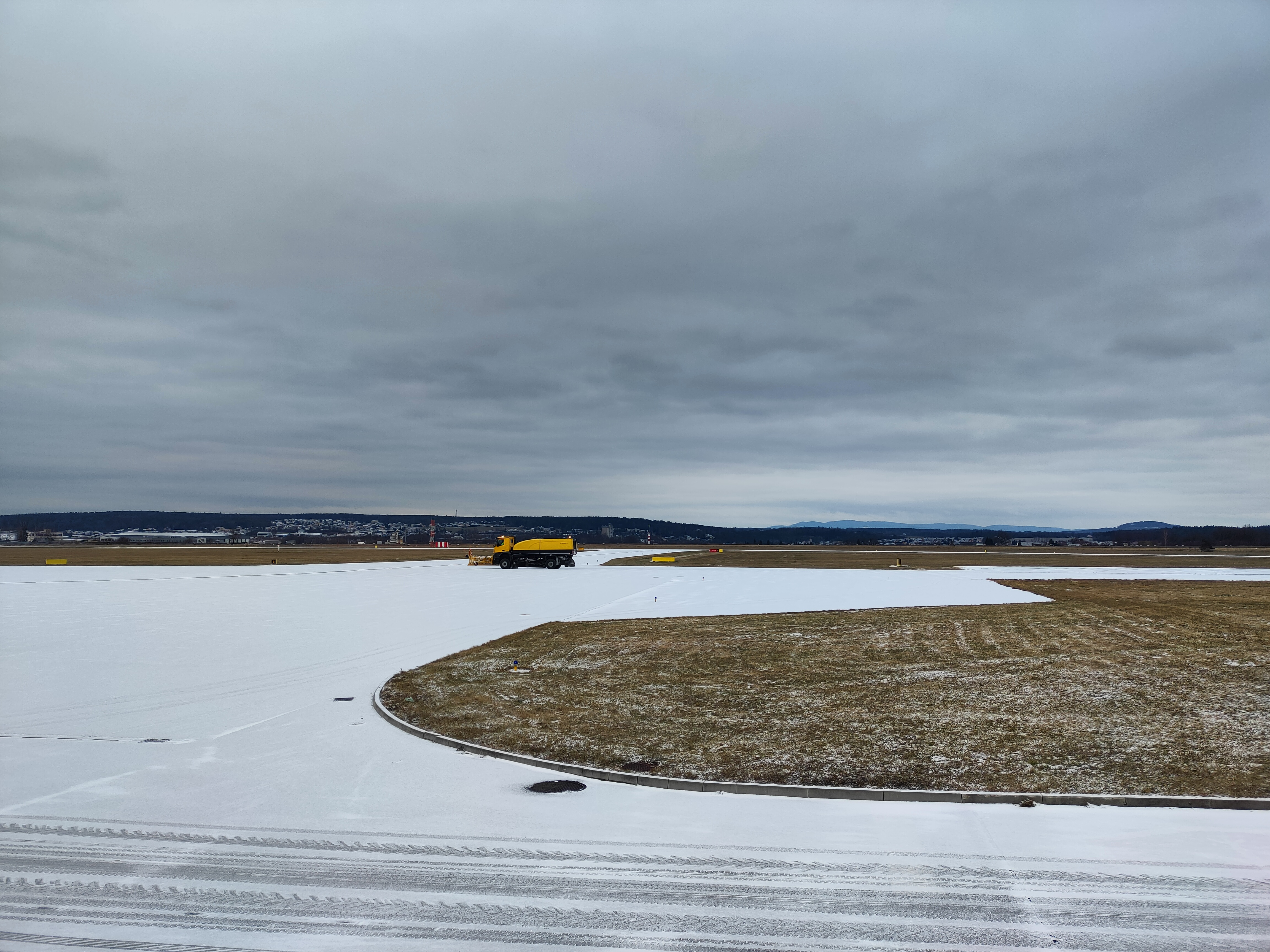
Letištní speciál pro odklízení sněhu
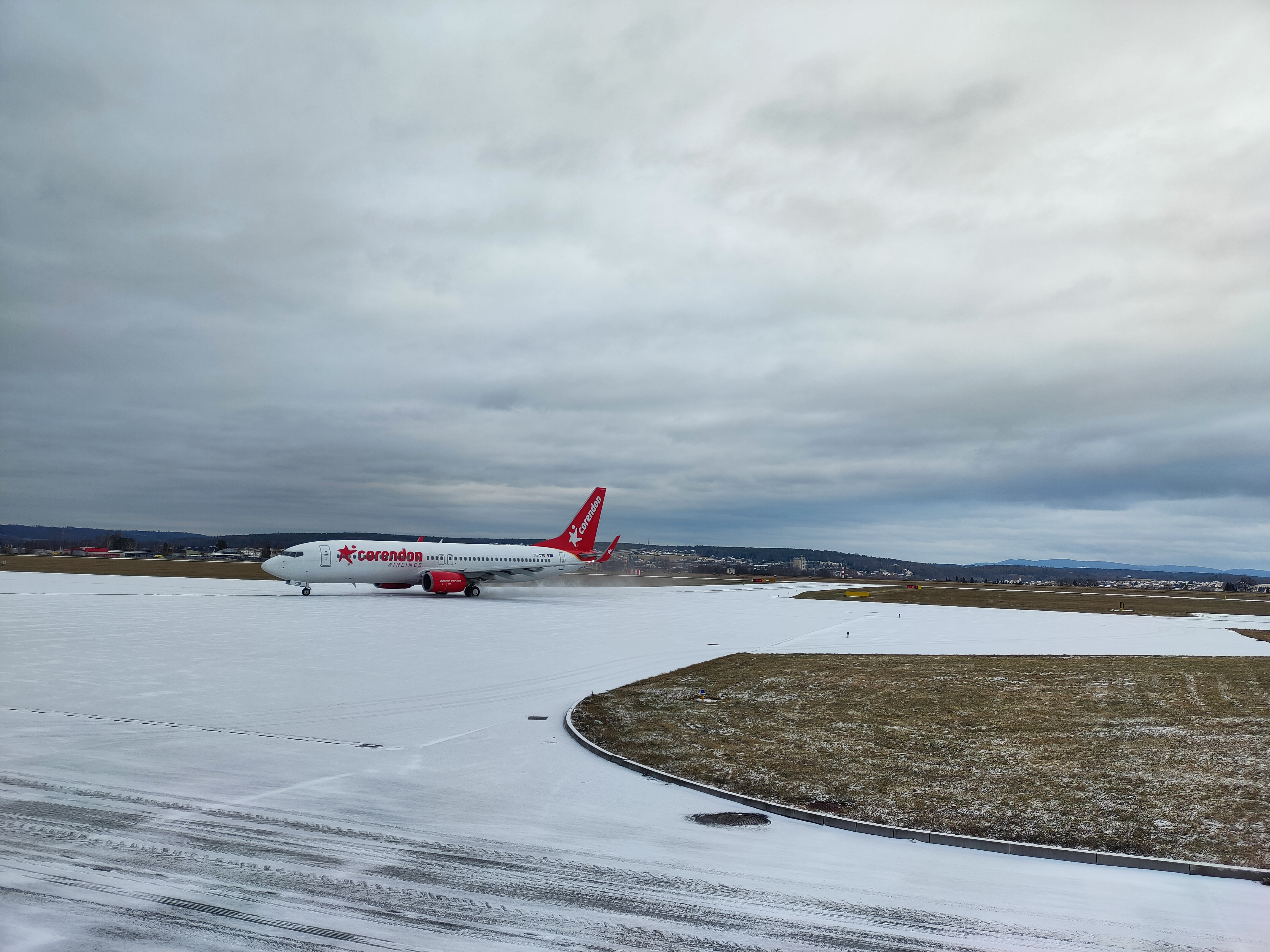
Boeing 737-800 v zimě
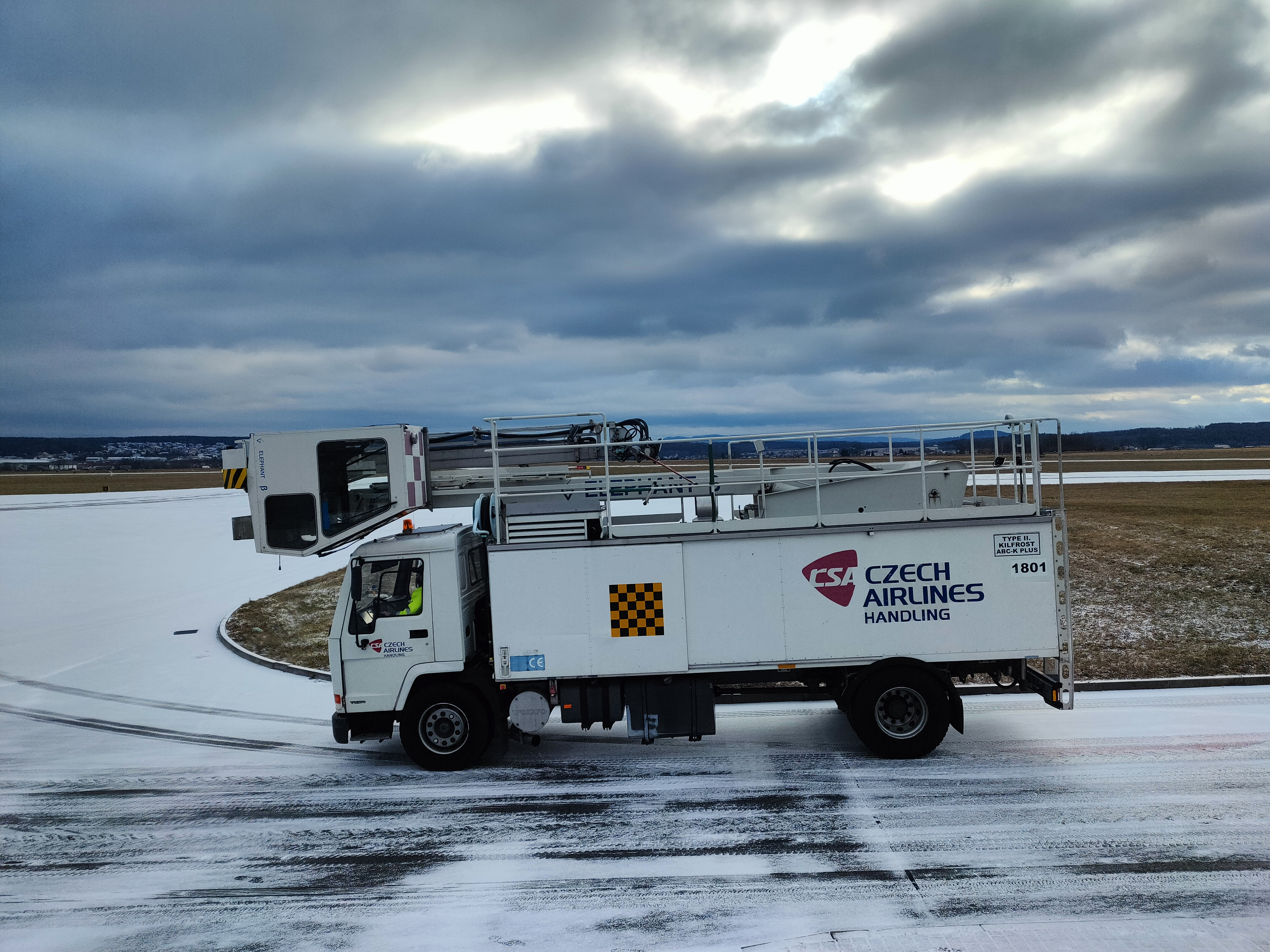
Letištní speciál pro odmrazování letadel
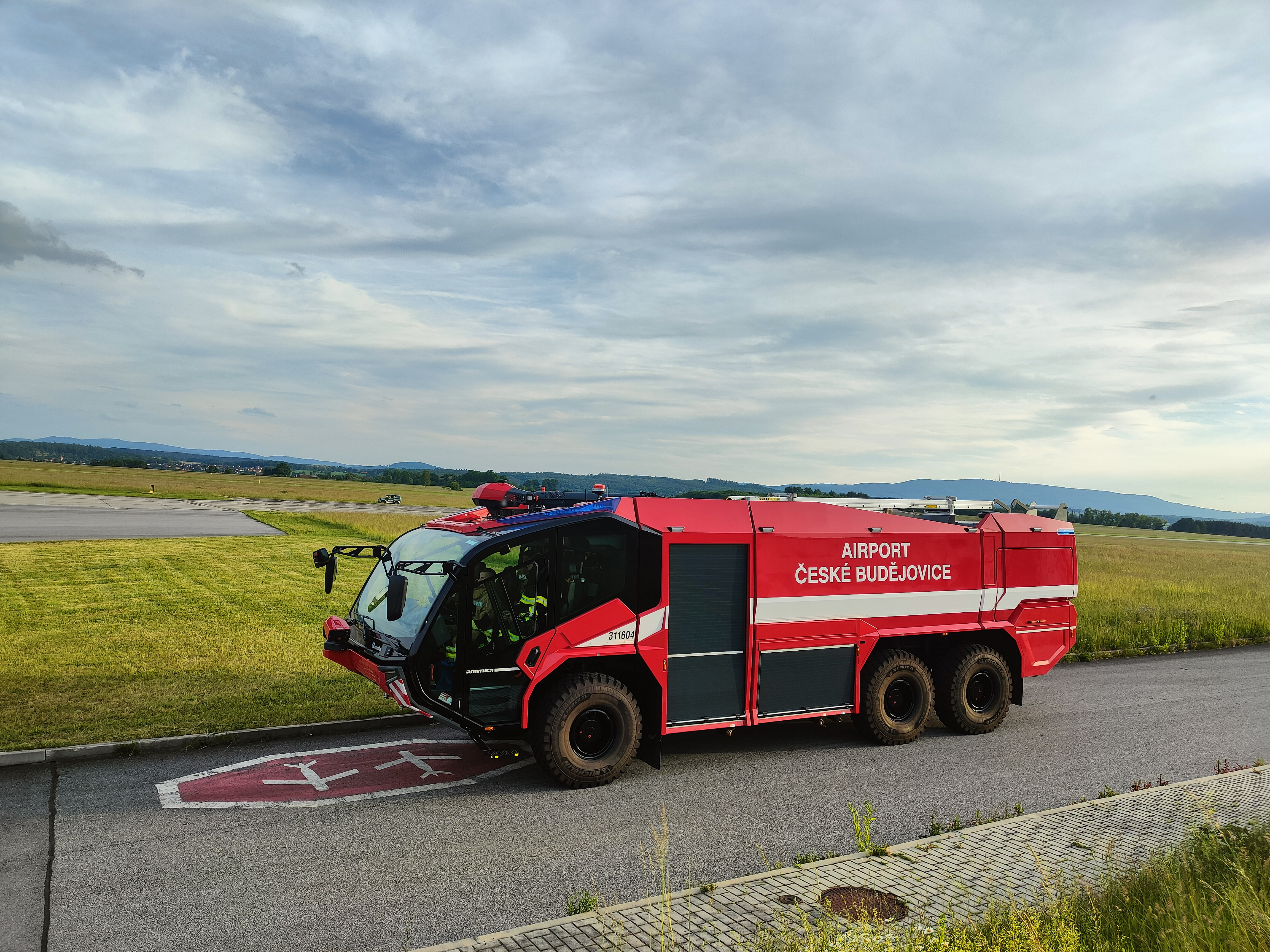
Letištní hasičský speciál